# Date Narimune
Date Narimune est un nom japonais traditionnel ; le nom de famille (ou le nom d'école), Date, précède donc le prénom (ou le nom d'artiste).
Date Narimune (伊達斉宗, 15 octobre 1796-15 juillet 1819) est un daimyo (seigneur féodal) du XIXe siècle, de 1812 à 1819.

## Source de la traduction
- (en) Cet article est partiellement ou en totalité issu de l’article de Wikipédia en anglais intitulé « Date Narimune » (voir la liste des auteurs).